# Кофс-Харбор
Кофс-Харбор — город в Новом Южном Уэльсе, Австралия. Расположен в 540 км к северу от Сиднея, и в 390 км от Брисбена. Население города по переписи 2011 года составило 26 353 человека.
По данным CSIRO, в Кофс-Харборе очень удобный для жизни климат. Экономика города основана на сельском хозяйстве (выращивание бананов и черники), туризме и рыболовстве.
В городе есть кампус с Университетом Южного Креста, четыре крупных торговых центра, госпиталь, библиотека, множество национальных парков. В городе есть аэропорт.

## История

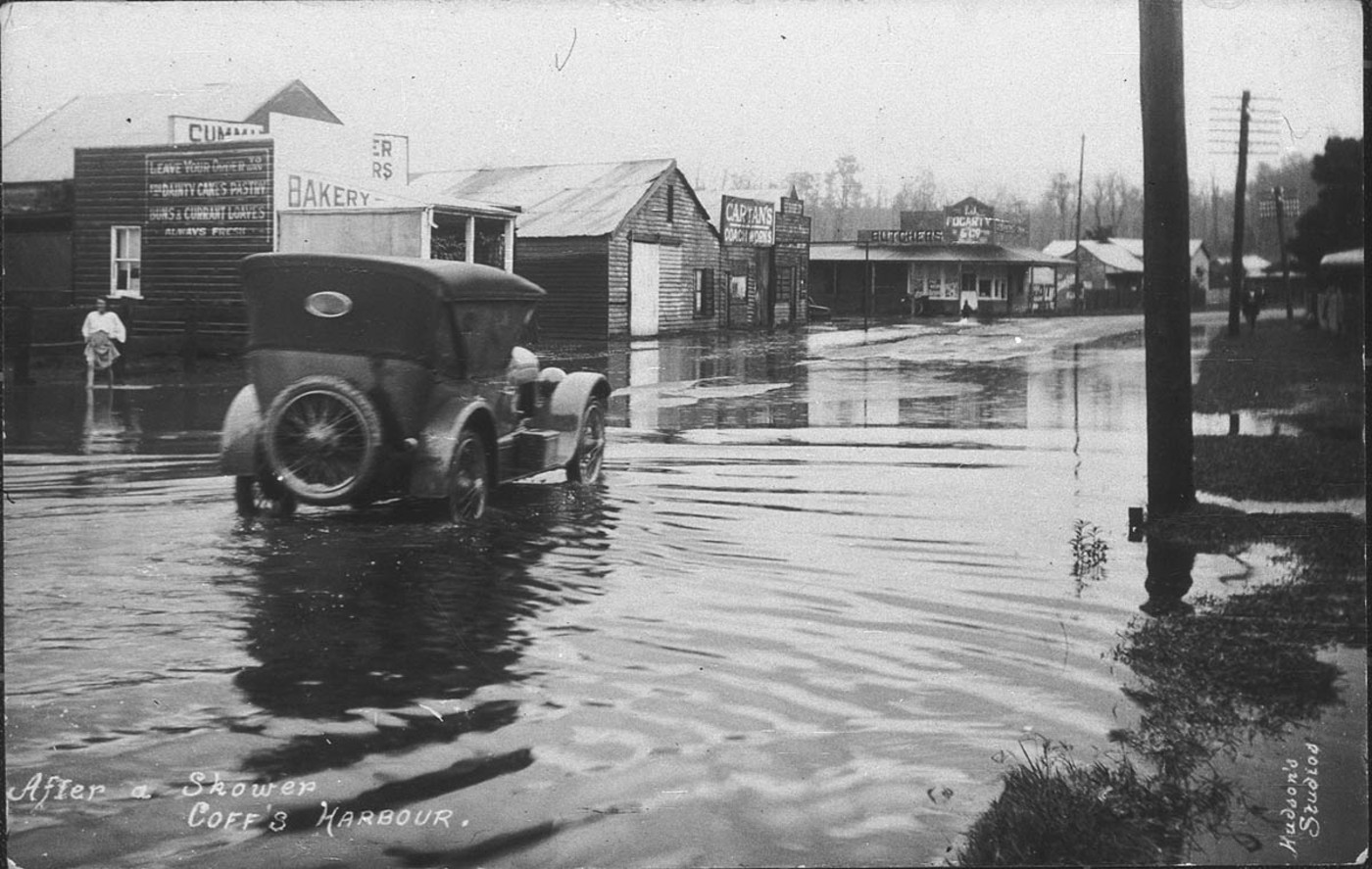
Кофс-Харбор после проливного дождя в 1922 году

Кофс-Харбор получил своё название от Джона Корфа, первого европейца, укрывшегося здесь во время шторма в 1847 году.
К началу 1900-х годов, Кофс-Харбор был основным центром производства древесины на северном побережье Нового Южного Уэльса. До строительства железнодорожной станции, древесина сплавлялась в Сидней или Брисбен водным путём.

## Аттракционы
Кроме туризма, в Кофс-Харборе развита развлекательная система. Один из самых известных аттракционов города — Большой банан. Его поставили в 1965 году.

## Климат
| Показатель                    | Янв.  | Фев.  | Март  | Апр.  | Май   | Июнь  | Июль | Авг. | Сен. | Окт. | Нояб. | Дек.  | Год    |
| ----------------------------- | ----- | ----- | ----- | ----- | ----- | ----- | ---- | ---- | ---- | ---- | ----- | ----- | ------ |
| Средний суточный максимум, °C | 43,3  | 40,5  | 35,9  | 34,2  | 29,8  | 28,5  | 30,3 | 34,0 | 35,2 | 39,6 | 43,3  | 42,5  | 43,3   |
| Средняя температура, °C       | 26,9  | 26,8  | 25,9  | 24,0  | 21,4  | 19,3  | 18,7 | 19,8 | 22,0 | 23,6 | 24,9  | 26,3  | 23,3   |
| Средний суточный минимум, °C  | 19,4  | 19,5  | 18,1  | 15,2  | 11,7  | 9,0   | 7,6  | 8,2  | 11,0 | 13,8 | 16,2  | 18,1  | 14,0   |
| Норма осадков, мм             | 189,1 | 222,4 | 234,1 | 179,0 | 160,0 | 123,0 | 74,1 | 78,4 | 60,1 | 98,3 | 124,7 | 144,6 | 1705,6 |